# 原神の登場人物一覧
原神の登場人物一覧（げんしんのとうじょうじんぶついちらん）では、原神の登場人物を列挙する。

## デザイン・創造
キャラクターは原神において最重要要素である。
製作チームがキャラクターを創造する際にはまず背景となるストーリー・居住地を決めたのちに、チーム内で内部討論を行う。製作チームはグループで作業し、背景デザインなどを評価する。キャラクターのコンセプトが決定したら、チームはモデリングを開始する。製作チームはキャラクターの3Dモデルをあらゆる角度より確認し、コンセプトマップと高度に一致していることを確認する。その後、チームは戦闘と行動の設計に取り組み、ゲームに表示されるビジュアルを決定する。シーンとキャラクターはキャラクターは異なるレンタリングを利用する。キャラクター レンダリングにはフォワードレンダリングを採用した。これにより、チームはすべての照明効果を制御し、ゲーム内のキャラクターが常にアーティストの希望する効果を発揮できるようになった。キャラクターは漫画的な外観を維持しながらリアルタイムに影の影響を受ける。
旅人
失った兄妹を探すため旅をしている。

## プレイアブルキャラクター

### モンド
アルベド
クレーの兄。
アンバー
西風騎士団の偵察騎士
。
ウェンティ
エウレア
ガイア
クレー
ジン
スクロース
ディオナ
ディルック
ノエル
バーバラ
フィッシュル
ベネット
ミカ　
モナ
リサ
レザー
奔狼領で狼と暮らす少年
ロサリア

### 璃月
夜蘭
総務司所属を称する謎の人物
雲菫
煙緋
仙獣の血が流れる少女であり、璃月港にて法律家として活動している。
嘉明
甘雨
閑雲
三眼五顕仙人の一人。
凝光
魈
胡桃
行秋
香麦
万民堂の新人シェフ・給仕
刻晴
七七
重雲
鍾離
あらゆることに精通している、往生堂へ招かれた客卿。
申鶴
辛炎
白朮
不卜廬の店主。
北斗
ヨォーヨ
歌塵浪市真君において最も幼い弟子。
藍硯

### 稲妻
荒瀧一斗
楓原万葉
神里綾華
神里綾人
綺良々
稲妻国内において事業を展開する物流企業である、狛荷屋の配達員。
久岐忍
九条裟羅
天領奉行の大将。
ゴロー
早柚
珊瑚宮心海
鹿野院平蔵
トーマ
責任感の強い神里家の家司。
八重神子
鳴神大社の宮司で、八重堂の編集長。
夢見月瑞希
宵宮
長野原花火屋の現店主。
雷電将軍
稲妻幕府の最高主宰。

### スメール
アルハイゼン
声 - 梅原裕一郎(日本語版)
スメール教令院の現書記官。
カーヴェ
スメールにおいて著名なデザイナー。
キャンディス
コレイ
アビディアの森で活躍している見習いレンジャー。
セトス
セノ
ディシア
エルマイト旅団の構成員。
ティナリ
ドリー
ナヒーダ
ニィロウ
ファルザン
放浪者
レイラ
ルタワヒスト学院の学生。

### フォンテーヌ
アルレッキーノ
ファデュイ執行官第四位である外交官。
エミリエ
フォンテーヌの調香師。
クロリンデ
無敗の決闘代理人。
シグウィン
シャルロット
スチームバード新聞の記者。
シュヴルース
心の中にある正義を常に遵守する特巡隊隊長。
千織
千織屋の店主で、フォンテーヌにおいて有名なファッションデザイナー。
ナヴィア
棘薔薇の会の現会長。
ヌヴィレット
フォンテーヌの最高審判官。
フリーナ
審判の舞台において、誰よりもスポットライトを浴びる存在。
フレミネ
潜水の道を極めた少年。
リオセスリ
メロピデ要塞の公爵。
リネ
フォンテーヌにおいて名高い魔術師。
リネット
つかみどころのないマジックアシスタント。

### ナタ
オロルン
謎煙の主出身であるが、無数の命と共に集落の外で生きる若者
カチーナ
キィニチ
代償を量ることに長けているウィッツトランの竜狩り人。
シトラリ
200歳を超える謎煙の主に属する人物
。
シロネン
ナナツカヤンの名鋳り師。
チャスカ
トラロカンの調停者。
マーヴィカ
ナタの現炎神である
。
ムアラニ

### スネージナヤ
タルタリヤ

### その他
アーロイ
ホライゾンシリーズとのコラボキャラクターである。

## その他主要人物
パイモン
声 - 古賀葵(日本語版)